# Radzisław Kordek
Radzisław Maciej Kordek (ur. 16 września 1962 w Łodzi) – polski lekarz patomorfolog, profesor nauk medycznych, w kadencjach 2008–2012 i 2012–2016 prorektor Uniwersytetu Medycznego w Łodzi, w kadencjach 2016–2020 i 2020–2024 rektor tej uczelni.

## Życiorys
W 1986 ukończył studia na Akademii Medycznej w Łodzi. Doktoryzował się w 1992 na Wydziale Lekarskim tej uczelni w oparciu o pracę zatytułowaną Liczba i dystrybucja komórek dendrytycznych a intensywność i skład nacieków limfocytarnych w rakach skóry i żołądka, której promotorem był Leszek Woźniak. Stopień doktora habilitowanego uzyskał w 1997 na podstawie rozprawy pt. Analiza molekularna i immunohistochemiczna niektórych czynników patogenetycznych w eksperymentalnej chorobie Creutzfeldta-Jakoba u myszy. Tytuł naukowy profesora nauk medycznych otrzymał 22 stycznia 2002.
Zawodowo związany z uczelnią macierzystą i powstałym w jej miejsce Uniwersytetem Medycznym w Łodzi, gdzie w 2004 objął stanowisko profesora zwyczajnego. W 1998 został kierownikiem Zakładu Patologii Nowotworów, natomiast w 2002 objął kierownictwo Katedry Onkologii. Pełnił również funkcję prodziekana Wydziału Lekarskiego do spraw nauki (2002–2004). W kadencjach 2008–2012 i 2012–2016 był prorektorem Uniwersytetu Medycznego w Łodzi. 6 kwietnia 2016 został wybrany na rektora tej uczelni na czteroletnią kadencję (od 1 września 2016). W kwietniu 2020 uzyskał reelekcję na drugą kadencję na tej funkcji.
Specjalista w zakresie patomorfologii i patologii onkologicznej. W latach 90. odbył staże w ośrodkach naukowych w Niemczech, Austrii i Stanach Zjednoczonych. W 2004 został wiceprezesem Polskiego Towarzystwa Patologów, wcześniej był przewodniczącym oddziału łódzkiego tej organizacji (1999–2002).
W 2021 został odznaczony Srebrnym Krzyżem Zasługi.